# Malé ostrovní rozvojové státy

Mapa světa s polohou malých ostrovních rozvojových států

Malé ostrovní rozvojové státy známé také pod zkratkou SIDS (Small island developing states) jsou specifickou skupinou rozvojových zemí, která vznikla na konferenci OSN o životním prostředí a rozvoji (UNCED) v Riu de Janeiru v roce 1992. Státy toho docílily především kvůli jejich specifické ekonomické, sociální a environmentální zranitelnosti. Tato skupina zahrnuje 38 členských států OSN, které se rovněž spojily do Aliance malých ostrovních států (AOSIS). Tato aliance se snaží především zlepšit koordinaci postojů těchto států a jejich vyjednávací pozici v mezinárodním poli.

## Členské státy
SIDS lze geograficky rozdělit do tří regionálních celků: Karibik, Tichý oceán, Afrika a Indický oceán. Členské státy této specifické skupiny jsou: Antigua a Barbuda, Bahamy, Nauru, Palau, Samoa, Barbados, Papua Nová Guinea, Belize, Kapverdy, Svatý Tomáš a Princův ostrov, Komory, Singapur, Federativní státy Mikronésie, Kuba, Dominika, Mauricius, Svatá Lucie, Dominikánská republika, Fidži, Seychely, Grenada, Šalomounovy ostrovy, Guinea-Bissau, Bahrajn, Surinam, Guyana, Východní Timor, Haiti, Tonga, Jamajka, Svatý Kryštof a Nevis, Trinidad a Tobago, Kiribati, Svatý Vincenc a Grenadiny, Tuvalu, Maledivy, Vanuatu, Marshallovy ostrovy.

## Společné znaky
Tyto státy mají velké množství společných znaků, mezi které se řadí nízký počet obyvatel, nízko položené, odlehlé až izolované území, malá rozloha, omezené množství přírodních zdrojů a surovin, křehké a zranitelné ekosystémy a také vysoká pravděpodobnost přírodních katastrof. Především díky těmto znakům se tyto státy nachází v tak špatné hospodářské situaci. Další velice závažný problém je závislost na zahraničním obchodě. Tomu nebrání ani velká vzdálenost od největších světových trhů. Pro tyto malé ekonomiky jsou stěžejní především dvě hospodářská odvětví, a to cestovní ruch a pěstování zemědělských plodin, protože je velmi těžké začít rozvíjet odvětví jiná. I díky tomu jsou státy stále závislé na zahraniční pomoci, protože jim podmínky znemožňují dosáhnout potravinové soběstačnosti. Také životní prostředí a zranitelné ekosystémy si zasluhují zvláštní pozornost. Například problém změny klimatu je pro většinu těchto států zásadní ne-li přímo existenční. Největší ohrožení pro obyvatele těchto států, kteří žijí převážně na pobřeží, představuje zvyšování mořské hladiny, nebezpečí přírodních katastrof jako jsou tropické cyklóny či tsunami.

### Udržitelný rozvoj a cestovní ruch
Jedním z dominantních společných znaků je již zmíněný cestovní ruch a udržitelný rozvoj. Turistika je totiž pro většinu Malých ostrovních rozvojových států hlavní ekonomickou činností. Cestovní ruch přináší státům potřebné příjmy a vytváří pracovní pozice především pro ženy, protože ty jsou převážně zaměstnávány v těchto službách. Výjimečné přírodní a kulturní zdroje spolu s unikátní polohou těchto států jim přináší silnou konkurenční výhodu právě v cestovním ruchu, protože jsou pro návštěvníky jedinečnou destinací. Cestovní ruch tvoří více než čtvrtinu HDP v alespoň dvou pětinách SIDS. Je tedy zřejmé, že cestovní ruch v těchto zemích velice napomáhá jejich rozvoji. Také díky tomu nedávno došlo k povýšení 3 států (Samoa, Kapverdy, Maledivy) ze statutu nejméně rozvinutých zemí (Least developed countries). Na druhou stranu musí státy být při rozvoji cestovního ruchu opatrní a musí se zaměřit na udržitelné formy, protože i cestovní ruch díky masové turistice dokáže místa výrazně poškodit.

## Globální konference
Kvůli problémům, se kterými se tyto státy musí potýkat, byly zorganizovány tři globální konference, kde se probíraly zásadní problémy SIDS a také možnosti spolupráce s vyspělými ekonomikami. První konference se konala na Barbadosu v roce 1994 a vznikl zde Barbadoský akční program pro udržitelný rozvoj Malých ostrovních rozvojových států. Druhá konference se konala v roce 2005 na Mauriciu, kde byl tento program dále upraven. Na třetí konferenci v roce 2014 na ostrově Samoa byla stanovena agenda udržitelného rozvoje pro SIDS. Jejím zastřešujícím tématem byl "Trvale udržitelný rozvoj malých ostrovních rozvojových států prostřednictvím trvanlivých partnerství". Na konferenci bylo vyhlášeno téměř 300 partnerství. Ty byly poté pečlivě monitorovány prostřednictvím platformy partnerství, která byla za tímto účelem založena. Dalším výsledkem této konference byl Akční plán SAMOA (Samoa Pathway), který se zabývá prioritními oblastmi pro SIDS a vyzývá k naléhavým opatřením a podpoře úsilí o dosažení udržitelného rozvoje. Mezi prioritní oblasti byly zařazeny např.: současná změna klimatu, oceány a moře, udržitelná energie, biodiversita, řízení chemických látek a odpadů a další. Díky této konferenci vznikla také Globální obchodní síť malých ostrovních rozvojových států. Je to online platforma pro sdílení osvědčených postupů a zkušeností získaných v rámci podpory partnerství soukromého sektoru a SIDS. Síť usiluje o posílení meziregionálních obchodních aliancí a snaží se povzbudit mezinárodní podniky, aby se zaměřily na SIDS jako na potenciální tržní příležitosti.